# Episodi di Kevin Spencer (seconda stagione)
La seconda stagione della serie animata Kevin Spencer, composta da 18 episodi, è stata trasmessa in Canada, da The Comedy Network, dal 17 gennaio al 16 maggio 1999.
In Italia la stagione è inedita.
| nº | Titolo originale            | Prima TV USA     |
| -- | --------------------------- | ---------------- |
| 1  | There Goes the Neighborhood | 17 gennaio 1999  |
| 2  | A Day Off                   | 24 gennaio 1999  |
| 3  | Squirrels                   | 31 gennaio 1999  |
| 4  | Malled By a Dog             | 7 febbraio 1999  |
| 5  | In Like Plunt               | 14 febbraio 1999 |
| 6  | In Kevin We Trust           | 21 febbraio 1999 |
| 7  | The Crime Fighting Vagina   | 28 febbraio 1999 |
| 8  | The Widow Coulson           | 7 marzo 1999     |
| 9  | Good Will Spencer           | 14 marzo 1999    |
| 10 | Field Tripping              | 21 marzo 1999    |
| 11 | The Art of Pornman          | 28 marzo 1999    |
| 12 | The Potted Goose            | 4 aprile 1999    |
| 13 | The Stripper Strikes Back   | 11 aprile 1999   |
| 14 | Corrupting Our Youth        | 18 aprile 1999   |
| 15 | Runaway                     | 25 aprile 1999   |
| 16 | The Tomb                    | 2 maggio 1999    |
| 17 | Dreamland                   | 9 maggio 1999    |
| 18 | The Cruise                  | 16 maggio 1999   |

## There Goes the Neighborhood
- Diretto da: Dave Bigelow
- Scritto da: Greg Lawrence

### Trama
Percy viene lasciato uscire di prigione e si unisce ad un gruppo di miliziani dello stesso equipaggio che gli arroganti vicini di Spencer, i Benson, hanno assunto per ucciderli. Sulla strada per il negozio di alcolici per uccidere Anastasia, Percy riesce a denunciare il gruppo di miliziani e salvare sua moglie.

## A Day Off
- Diretto da: Dave Bigelow
- Scritto da: Greg Lawrence

### Trama
Kevin lascia la scuola per giocare a biliardo al Camel Toe, dove incontra il campione Victor. Victor prende Kevin sotto la sua ala protettrice per insegnargli a fare affari. Kevin si allena duramente ma finisce per affrontare Fat Tony, un famigerato truffatore. Nel frattempo, Percy è in prigione con Eustace il cannibale, mentre la mamma approfitta della sua assenza per andare a letto con alcuni uomini del vicinato.

## Squirrels
- Diretto da: Dave Bigelow
- Scritto da: Greg Lawrence

### Trama
Il caposquadra del cantiere dall'altra parte della strada offre a Percy 300 dollari per combattere nelle lotte illegali che organizza al porto. Percy è d'accordo e finisce per perdere gravemente contro l'imbattuto Gary "Grim Reaper" Morgan. I Benson, nel tentativo di tornare dagli Spencer per le buffonate di Kevin, hanno come perito assicurativo un filmato che riprende la lotta di Percy in modo tale da non fargli prendere il risarcimento danni.